# ロシアスカウト/パスファインダー連盟
ロシアスカウト/パスファインダー連盟 (ロシア語: Росси́йская Ассоциа́ция Навига́торов/Ска́утов ,РАН/С)はロシア連邦におけるスカウト運動の全国組織。2004年に世界スカウト機構 (WOSM)に加盟した。 コエデュケーション組織であり、加盟員は2010年現在14130人。全ロシアスカウト協会の構成団体である。
連盟のスカウト章にはロシアの国旗・国章があしらわれている。

## 地方連盟

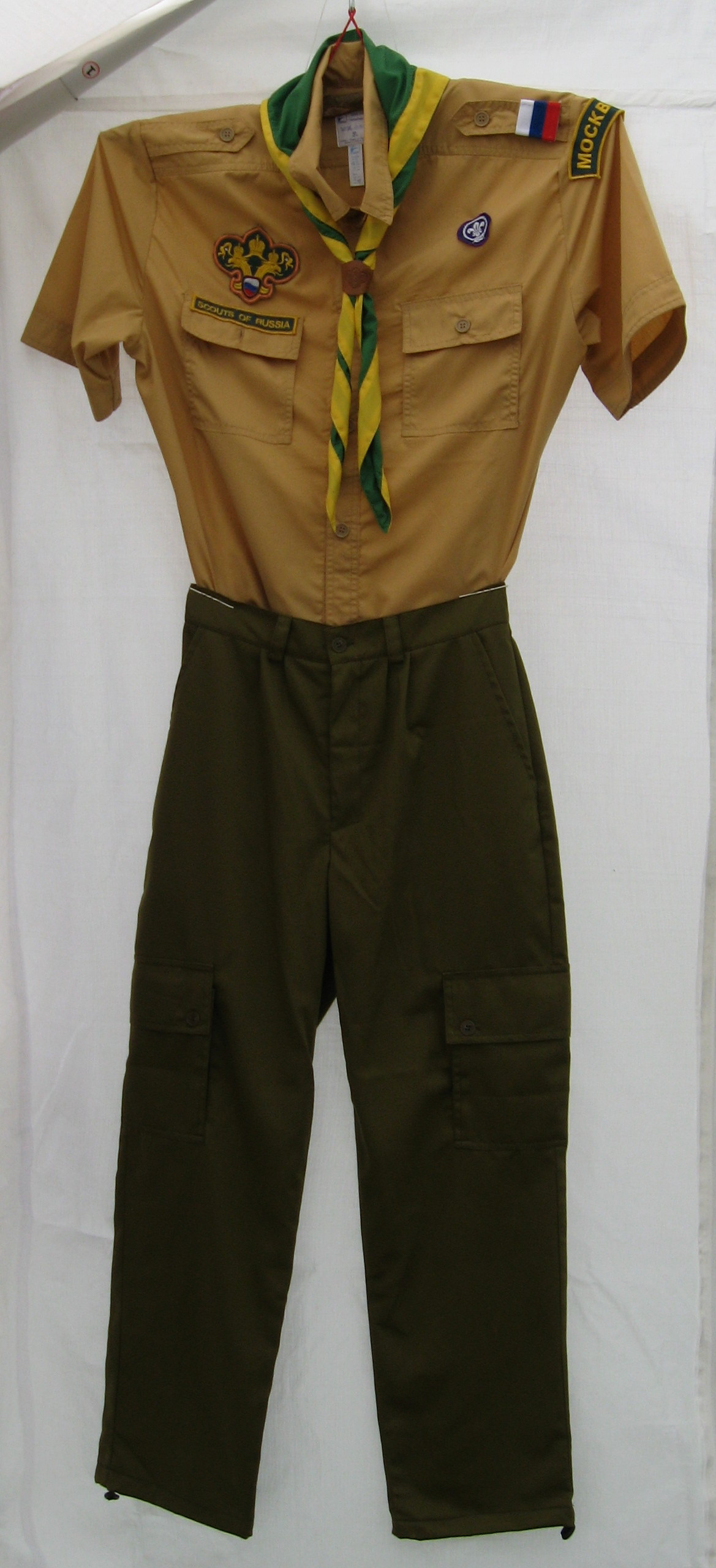
全国統一の制服

РАН/Сはアムール、アストラカン, ブリャンスク、 チェリャビンスク, イルクーツク、 カリーニングラード、 カルーガ、 キーロフ、 コストロマ、 リペツク、 マガダン （ボーイスカウトアメリカ連盟の西アラスカ連盟と関係がある)、モスクワ、 ムルマンスク、 ニジニー-ノヴゴロド,、ロストフ、タンボフ、 ウラジミール, ヴォロネジ、ヤロスラヴリの各州および、アルタイ地方と沿海地方で活動を展開している。
地域での活動は通常次のような副次団体が執り行う:
- ボロネジ地域子どもボーイスカウト組織(VRODOS;Воронежская Региональная Общественная Детская Организация Скаутов);200人
- イルクーツク地方青少年運動"バイカルスカウト"(IOOODiM;Иркутская Областная Общественная Организация Детей и Молодежи"Байкальский Скаут");2000人
- 青少年団体"ナホトカのスカウト"(ODMOSN;Общественная детскаяは、молодежная организация"Скауты Находки");100人
- ロストフスカウト/パスファインダー連盟(Ростовской Ассоциации навигаторов-скаутов)
- ミチュリンスクスカウト/パスファインダー連盟(MOS/N;Мичуринская организация навигаторов/скаутов)

## 参考
1. ↑  イギリス・スカウト連盟『ボーイスカウトがめざすもの』2007年山と渓谷社
2. ↑  “Some statistics”.   World Organization of the Scout Movement. 2010年4月2日時点のオリジナルよりアーカイブ。2010年3月30日閲覧。
3. ↑  “Cкаутские организации России и международные организации”.   ОРЮР. 2007年1月5日閲覧。